# Čeminac
Čeminac es un municipio de Croacia en el condado de Osijek-Baranya.

## Geografía
Se encuentra a una altitud de 88 m s. n. m. a 291 km de la capital nacional, Zagreb.

## Demografía
En el censo 2011 el total de población del municipio fue de 2 909 habitantes, distribuidos en las siguientes localidades:
- Čeminac - 968
- Grabovac - 872
- Kozarac - 730
- Mitrovac - 20
- Novi Čeminac - 319

| Gráfica de población de Čeminac 1857-2011                           |
|                                                                     |
| Según los censos de población de la oficina estadística de Croacia. |